# Izumiōtsu
Izumiōtsu (泉大津市?) è una città giapponese della prefettura di Ōsaka.